# Завоювання Ормуза (1507—1515)
Завоювання Ормуза — захоплення контролю над стратегічним островом Ормуз в Перській затоці португальським флотом на чолі з Афонсу де Албукеркі, що відбулось в 1507-1515 роках. Це завоювання дало можливість португальцям взяти під свій цілковитий контроль ту гілку морських торгівельних шляхів між Індією та Європою, що проходила через Перську затоку (інша гілка цієї торгівлі, що здійснювалась через Червоне море залишилась під контролем мусульман).

## Передумови

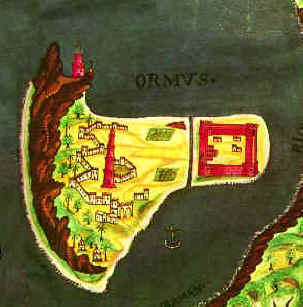
Португальська карта Ормуза, XVII століття

Кампанія по захопленню Ормуза була складовою плану короля Португалії Мануела I, розробленого в 1505 році з метою зруйнувати мусульманську торгівлю в Індійському океані. Для досягнення цієї мети планувалось здійснити три ключових захоплення:
- захопити Сокотру і Аден, щоб блокувати торгівлю через Червоне море та Александрію;
- захопити Ормуз, щоб заблокувати торгівлю через Перську затоку, Дамаск і Бейрут;
- захопити Малакку для контролю торгівлі з Китаєм[4].

Португальці мали інформацію про те, що острів Сокотра населений християнами-несторіанцями і сподівались скористатись цим для досягнення своїх цілей. На той час Сокотра була домініоном клану Бану Афрар з Кішни в материковій Аравії, яких в XVI столітті португальці називали Фартаки.
У квітні 1506 року флот 8-ї португальської Індійської Армади, що складалися з 16 кораблів під загальним командуванням Тріштана да Куньї був відправлений з Лісабона в португальську Індію. Дорогою флот мав захопити Сокотру і збудувати на ній форт. Афонсу де Албукеркі командував частиною цього флоту в складі п'яти кораблів і отримав від короля титул «гранд-капітана Аравійського моря» та завдання заблокувати мусульманське судноплавство в Червоному морі.
Після довгої 12-місячної подорожі (замість запланованих стандартних для таких подорожей 6 місяців), в квітні 1507 року флот нарешті підійшов до Сокотри. Після короткого, але жорсткого бою португальці захопили місцевий форт, який був перейменований в Сан-Мігель, і для забезпечення його залоги наклали на місцеве населення данину у вигляді постачання кіз. Після того, як у липні Тріштан да Кунья вирушив на чолі основної частини португальського флоту до Індії, Албукеркі з шістьма кораблями залишився на Сокотрі (до його початкової флотилії з 5 кораблів приєдналась карака «Флор-ду-Мар» на чолі з Жуаном да Нова, яку 8-ма Індійська Армада зустріла на ремонті біля о.Мозамбік).
Однак після такої тривалої подорожі Албукеркі втратив багато людей через хвороби, його кораблі та обладнання потребували ремонту, і він майже вичерпав запаси їжі. Сокотра виявилася набагато біднішою та віддаленою, ніж очікували португальці, тож незабаром експедиція ризикувала загинути від голоду. Через це 10 серпня Афонсу де Албукеркі відплив у Ормузьку протоку, де він сподівався будь-якими необхідними засобами придбати припаси та виконати свої таємні вказівки підпорядкувати Ормуз — або, за словами Албукеркі: «померти не від голоду, а в бою як лицарі».

### Завоювання португальцями ормузьких міст в Омані

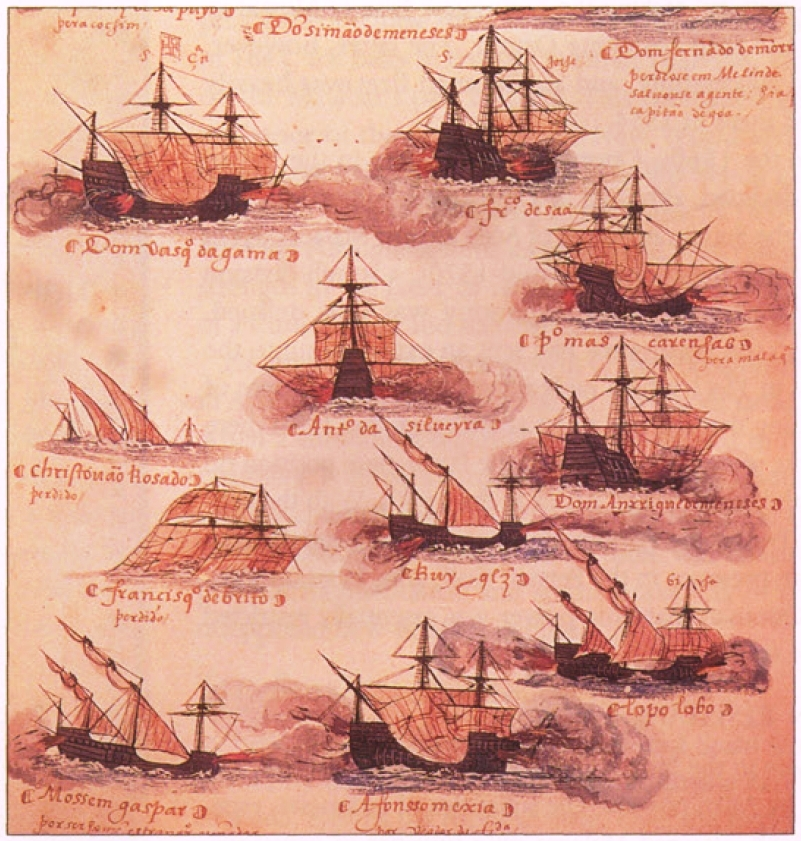
Португальські нау і військові каравели

На початку XVI століття прибережні міста Оману були залежними від королівства Ормуз і управлялись призначеними королем губернаторами.
22 серпня 1507 року ескадра Албукеркі досягла Калхата, чий губернатор волів не захищати місто, а доставити португальцям фрукти та обмінятись заручниками. Натомість Кураят, що знаходиться далі на північ, спорудив частоколи і намагався чинити опір, але місто було атаковано португальцями, захоплене і розграбоване. Наступним містом Маскат керував євнух і колишній раб короля Ормуза, який вирішив здатись Албукеркі, але гарнізон скасував його рішення і вирішив боронитись, за що місто також було захоплене і пограбоване португальцями.
Сохар було на той час єдиним містом в Омані, що мало невеликий укріплений форт, але побачивши португальський флот воно швидко капітулювало. Місто було збережено, подарунки обмінялися, а в обмін на васальну заставу його губернатору було доручено підняти португальський прапор і дозволив зберігати щорічну данину для себе та своїх військ у форті.
Останнім завойованим португальцями в Омані містом став Хор-Факкан, який також спробував чинити опір, але в підсумку був захоплений і пограбований. У Хор-Факкані португальці захопили в полон одного з трьох губернаторів міста — старійшину, який виглядав дуже поважним. Коли його привели до Албукеркі, він розсипався в лестощах і стверджував, що португальці, на його думку, «не поступаються армії Александра Македонського». У відповідь на питання — звідки він знає про Александра, старійшина подарував Албукеркі обшиту пурпуром книгу про життя Александра, написану на парсі. Найімовірніше, це був знаменитий «Ескандар Наме», написаний Нізамі Генджеві, подарунок, який Албукеркі «цінив понад усе». Таким чином, після підкорення Калхата, португальцям вдалось підпорядкувати собі територію Оману.

## Підкорення Ормуза, 1507 р
Португальський флот, урочисто прикрашений прапорами увійшов до гавані Ормуза ввечері 26 вересня 1507 р.
Звістка про обставини португальського завоювання Оману спричинила паніку в місті, поширювались навіть чутки, що португальці їдять людей. Схоже, що місто не надіслало до Албукеркі посланців, з якими він міг би розпочати перемовини. Можливо через це, щоб передати свої умови правителю Ормуза Афонсу викликав на свій корабель капітана найбільшого судна в гавані — великого гуджаратського торгового судна водотонажністю біля 800 тонн. Албукеркі заявив, що прибув із наказом захопити Ормуз і підпорядкувати його владі короля Португалії Мануела, але запропонував місту можливість капітулювати без пролиття крові.
На момент прибуття португальців, Ормузом фактично управляв не молодий король, дванадцятирічний Сейф ад-Дін, а його могутній візир, бенгальський євнух Коге-Атар (Хвага Ата), який не злякався порівняно невеликого флоту Албукеркі. Тож протягом ночі португальці почули, як на березі споруджувались укріплення і на них та на кораблі, що стояли в гавані переправлялись війська та зрозуміли, що візир планує чинити опір.

### Битва

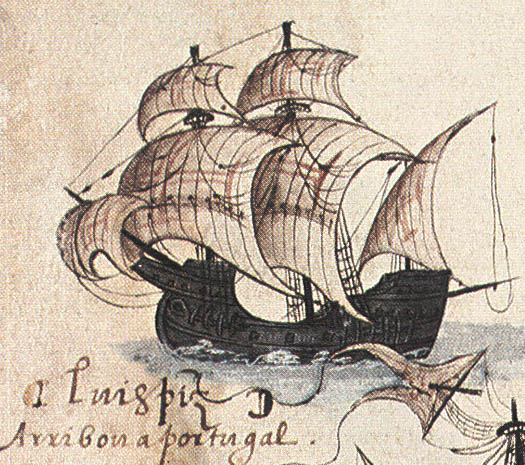
Португальська карака

Португальська флотилія стояла в оточенні біля 50 озброєних торгових кораблів з боку берега і від 120 до 200 легких весельних човнів з боку моря. Албукеркі не робив жодних спроб уникнути цього оточення, натомість він скористався перевагою надмірної щільності розташування ворожих кораблів, що дозволяло артилерії португальців вести вогонь з більшою ефективністю.
Оскільки переговори зірвались, близько 9 ранку флагманський корабель Албукерке «Cirne» відкрив вогонь, а решта португальського флоту наслідувала його приклад. Флот Ормуза та кораблі португальців обмінювалися гарматними залпами з явною перевагою новітнішої артилерії європейців, а навколо кораблів утворилися великі клуби диму, що значно погіршило видимість.

Жителі Ормуза, серед яких був і король міста, уважно спостерігали за боєм з узбережжя. Після того, як спостерігачі пітрапили під обстріл і деякі з них були вбиті випадковими гарматними ядрами, натовп розбігся.

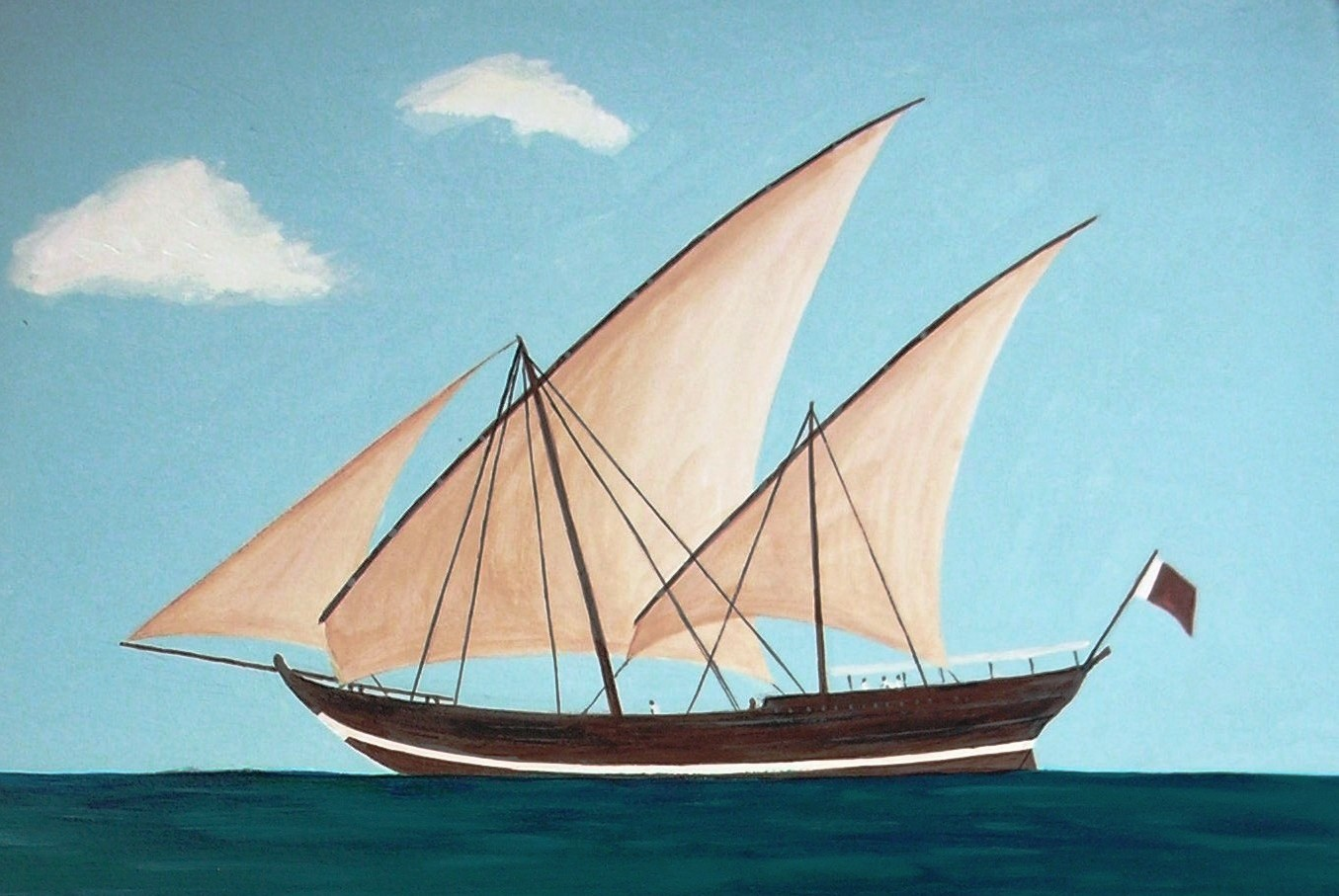
Судна Ормуза, ймовірно, були схожі на арабську багалу

Легкі весельні кораблі ормузців з великою кількістю найманих перських лучників маневрували, щоб здійснити масові атаки на португальський флот. У цей момент португальці відчували певні труднощі через нестачу особового складу, але компактна група мілководних суден супротивника стала ідеальною мішенню для португальських артилеристів: близько десятка кораблів було потоплено і набагато більше пошкоджено та втратило управління, заважаючи маневрувати вцілілим суднам.
Коли серед ормузців поширилась паніка та розлад, португальці перейшли в наступ. Албукеркі підійшов на своєму кораблі до великої караки з Гуджарату і після запеклого абордажного бою захопив її. Один за одним португальці захопили або спалили більшість кораблів, що залишались на плаву. Після цього португальці висадилися на берег біля корабелень міста і почали підпалювати околиці Ормуза. Побоюючись кривавого нападу португальців, візир Когеатар здійняв білий прапор над королівським палацом, оголосивши про капітуляцію.
Таким чином, маючи в розпорядженні не більше 500 чоловіків і шість пошкоджених довгою мандрівкою кораблів, Албукеркі підпорядкував наймогутнішу морську державу в Перській затоці.

### Заколот
Після довгих переговорів, 10 жовтня Афонсу де Албукеркі зустрівся з королем Ормуза Сейфом ад-Діном, візиром Когеатаром і його помічником Раїсом Нуреддіном Фалі, щоб підписати умови капітуляції. Згідно з домовленістю Ормуз сплачував португальцям данину в розмірі 15 000 ашрафі (перська монета), звільняв португальців від сплати митних зборів і надавав їм право на будівництво фортеці на острові. Натомість португальці дозволили королю зберегти свою посаду, надавали йому свій військовий захист і повертали торговцям їх судна, захоплені португальцями під час бою.

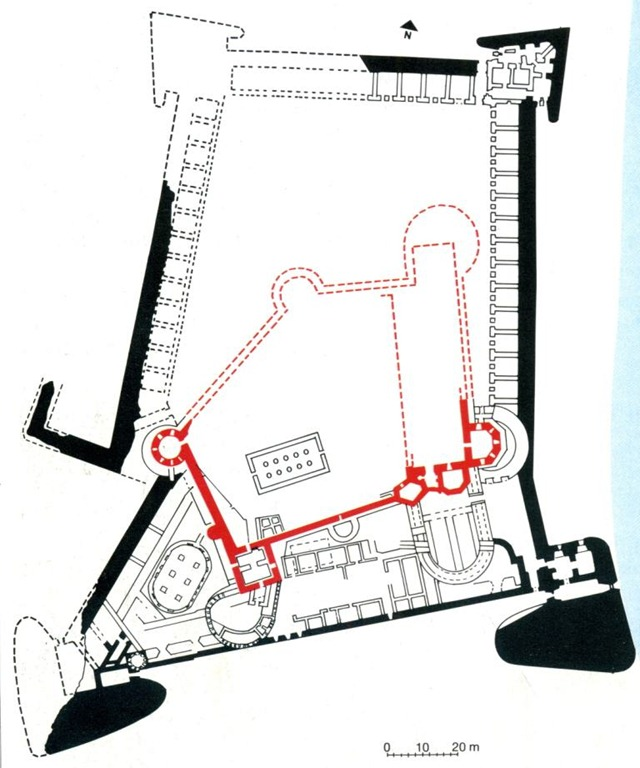
План португальської фортеці в Ормузі. Перший форт, закладений Албукеркі, позначений червоним кольором.

Після укладення мирної угоди, Албукеркі негайно наказав своїм людям приступати до зведення «Форту Богоматері Переможної» на найпівнічнішому краю острова. Оскільки португальців було дуже мало, Албукеркі змусив займатись важкою роботою по будівництву форта під спекотним сонцем по черзі і рядових солдатів і вищих офіцерів. Щоб не показати ормузцям, наскільки насправді мало людей знаходиться в розпорядженні Албукеркі, щовечора усі португальці поверталися на борт кораблів, а вранці знову виходили на берег під виглядом нової партії. Це дуже вразило ормузів, які не звикли бачити содат і офіцерів, що займаються чорновою роботою.
Ормуз був державою-данником Персії, і в ставшому відомим епізоді до Албукеркі прибуло два перських посланця, які стали вимагали від нього сплати данини, як від нового володаря Ормуза. Албукеркі наказав передати їм гармати, ядра, мечі та стріли, відповівши, що саме таку «валюту» виробляють в Португалії для сплати данини.
Важка робота по будівництву фортеці в спекотному кліматі Ормуза викликала серйозні скарги та незадоволення серед португальців, особливо серед вищих офіцерів та капітанів, які ставили під сумнів самовільне рішення Албукеркі затриматися на Ормузі і примусити їх працювати тут будівельниками.
Зрештою, у грудні четверо португальських моряків дезертирували, перейшли на сторону ормузців і повідомили Когеатару про справжню кількість португальців та наявність в їх рядах серьйозних розбіжностей. Усвідомлюючи небезпеку ситуації, Албукеркі евакуював усіх своїх людей із незавершеного форту назад на кораблі та взяв Ормуз в морську блокаду, сподіваючись, що відсутність джерел води на острові змусить Коге-Атара повернути португальських перебіжчиків і беззастережно підпорядкуватись Албукеркі. Проте португальцям також довелося здійснювати тривалі подорожі за прісною водою на острови Кешм або Ларак. Зрештою, наприкінці січня 1508 року троє капітанів Албукеркі — Афонсу Лопеш да Коста, Антоніу ду Кампо та Мануель Телес самовільно підійняли вітрила на своїх кораблях та дезертирували з і без того невеликої флотилії Албукеркі, самовільно відправившись в індійський Кочі наздоганяти решту флоту Тріштана да Куньї. Усвідомлюючи слабкість своєї позиції, 8 лютого 1508 року Албукеркі з залишившимися під його орудою трьома кораблями також відплив з гавані Ормуза.

### Повернення на Сокотру

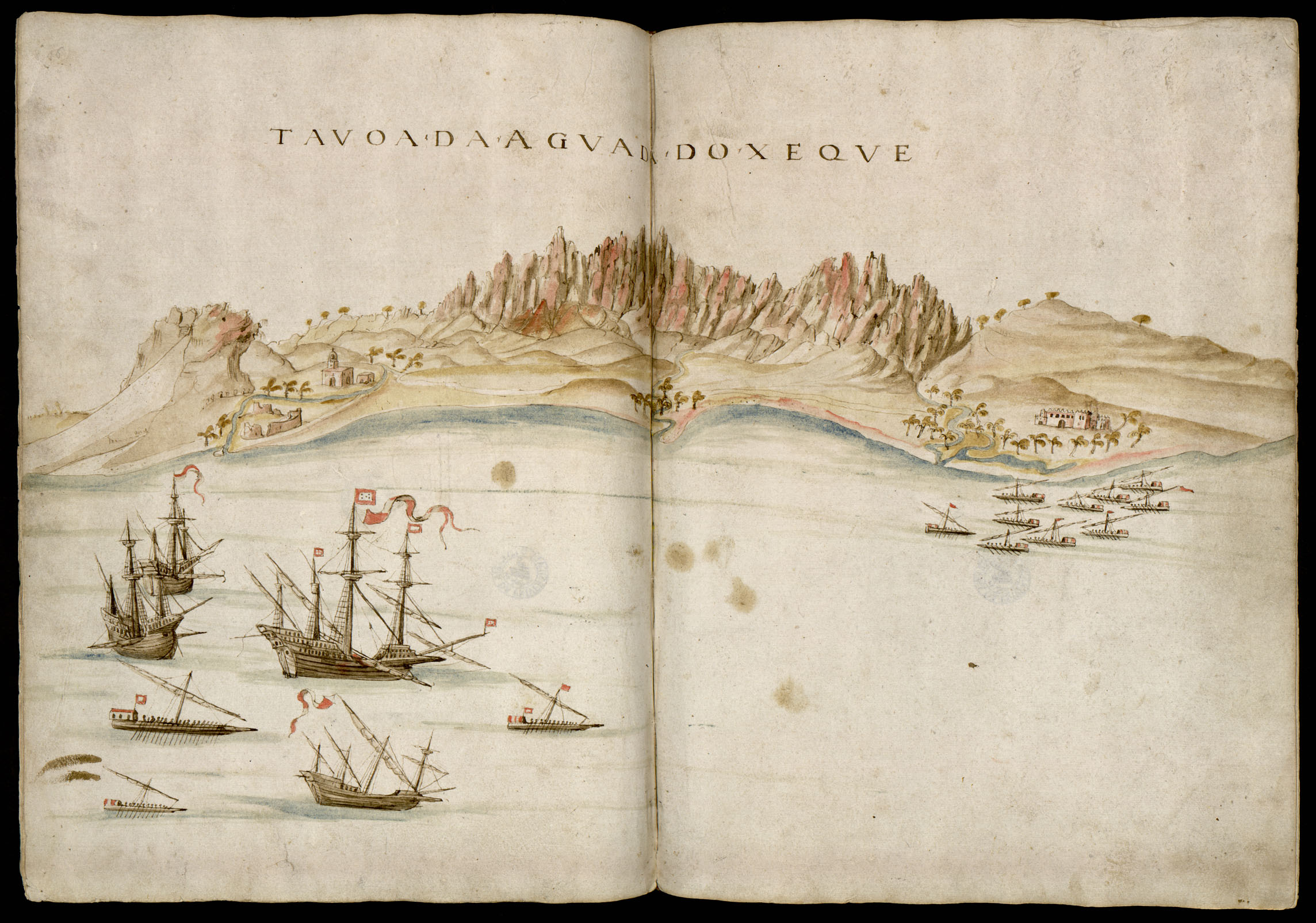
Сокотра. Португальський малюнок, 1541 рік.

Після відходу від Ормузу невеличка флотилія Албукеркі знову розділилась. Жуан да Нова, після жорсткої суперечки з Албукеркі отримав його дозвіл відокремитись і піти на своєму кораблі «Флор-ду-Мар» до Індії, а Албукеркі повернувся на Сокотру з кораблем Франсіско де Тавора, де він застав голодуючий португальський гарнізон. Звідти Франсіско де Тавора на «Rei Grande» був відправлений до Малінді в Східній Африці, щоб отримати додаткові припаси, а Албукеркі залишився зі своїм «Cirne» в Аденській затоці, намагаючись встановити контакт з мешканцями Сомалійського півострова і здійснюючи напади на мусульманські торгові кораблі. У квітні Франсіско де Тавора повернувся на Сокотру в компанії ще двох португальських суден на чолі з капітанами Діого де Мело і Мартіма Коельо, яких він зустрів у Східній Африці на їх шляху до Індії. Для гарнізону Сокотри ці кораблі принесли перші звістки з Португалії за два роки.
У серпні Албукеркі знову відплив до Ормуза, щоб розвідати його становище, і по дорозі розграбував Калхат за те, що минулого року він надав португальцям зіпсовані харчові продукти. Побачивши, що Ормуз був належним чином укріплений, в той час як його корабель «Cirne» почав протікати і вже набрав небезпечну кількість води, він відмовився від штурму і попрямував безпосередньо до Індії.
Залишаючи Ормуз, Албукеркі поклявся не стригти бороду, поки не підкорить це місто.

## Повернення контролю над Ормузом, 1515 р

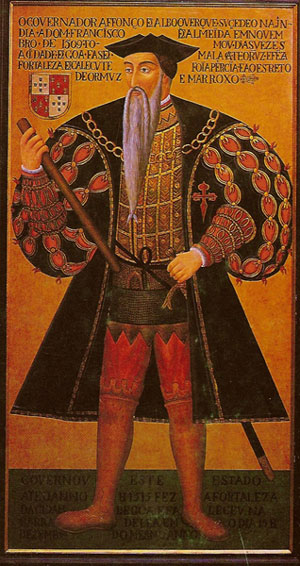
Афонсу де Албукеркі

4 листопада 1509 року Албукеркі став губернатором Португальської Індії замість Франсішку де Алмейда.
На цій посаді в 1510 році Албукеркі здійснив завоювання Гоа, в 1511 році захопив Малакку, а в 1513 році здійснив напад на Аден і невдале вторгнення до Червоного моря. Проте Албукеркі ніколи не переставав збирати інформацію про Ормуз і протягом цього часу навіть обмінюватися посланниками та листами з його візирами.
Між 1507 і 1515 роками в Ормузі відбулися важливі зміни, які спонукали Албукеркі діяти якомога швидше: Коге-Атар був убитий, а новий візир, його колишній заступник Реїс Нуреддін Фалі отруїв короля Сейфа Ад-Діна і звів на трон його вісімнадцятирічного брата Туран-шаха. Реїс Нуреддін, у свою чергу, був відсторонений своїм племінником Реїсом Ахмедом, який утримував владу за допомогою грубої сили та репресій, погрожуючи молодому Туран-шаху вбивством або осліпленням.
Дізнавшись про це, Албукеркі зібрав у Гоа флот із 27 суден, 1500 португальців і 700 малабарців, і в березні 1515 року португальці знову встали на якір перед Ормузом, повідомивши про себе голосними звуками труб і потужним артилерійським залпом. «Здавалося, що кораблі горіли», як пізніше розповідав очевидець Гаспар Коррея.
Ормуз зустрів португальців укріпленим і підготовленим до затяжної боротьби. Однак, король Туран-шах і Реїс Нуреддін зі свого боку не виступали проти Албукеркі, сподіваючись, що він може бути союзником проти узурпатора Реїса Ахмеда (названого португальцями «тираном»), тому що португальці були зацікавлені лише в налагодженні торгівлі та отриманні данини і не прагнули позбавити короля його формальної влади в королівстві. Тож 1 квітня король Туран-шах дозволив Албукеркі висадити свої війська і формально без кровопролиття знову оволодіти Ормузом, і таким чином над островом нарешті здійняли прапор Португалії.

### Політичне врегулювання
Перш ніж взятись за справи Ормуза, Албукеркі дав велику публічну аудієнцію послу перського шаха Ісмаїла I, якого шах надіслав до Ормуза, щоб розпочати дипломатичні переговори з португальцями, оскільки Албукеркі вважав за необхідне забезпечити дружні стосунки з Персією проти Османської імперії.
Через кілька тижнів Туран-шах повідомив Албукеркі, що Реїс Ахмед планував його вбивство. Албукеркі запросив короля і його міністрів на зустріч в палаці, який суворо охороняли португальські солдати. Там його солдати вбили Реїса Ахмеда в присутності короля, таким чином «звільнивши» Туран-шаха з-під ярма узурпатора. Запевнивши Туран-шаха у його безпеці як васала Португалії, Албукеркі посвятив короля в лицарі і звернувся до нього не як завойовник, а як слуга: Тим часом навколо палацу утворився обурений натовп, що побоюювався, що король був убитий. Тож Туран-шаха повели на дах палацу, звідки він тріумфально звернувся до міста, яке тепер раділо смерті Реїса Ахмеда.

### Будівництво фортеці

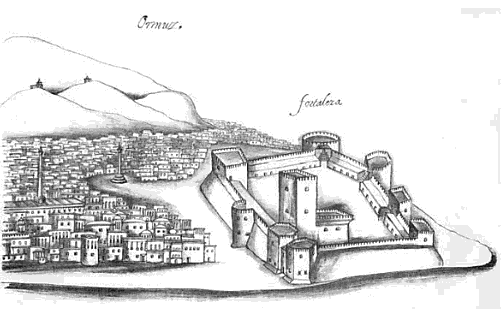

Коли контроль над Ормузом був забезпечений, Албукеркі відновив будівництво Ормузької фортеці, залучивши до цього своїх людей і додатково найнявши місцеву робочу силу, а також брав участь в цій роботі особисто. Для будівництва було вибрано місце на північному мисі острова Ормуз, що мав форму сльози і з якого відкривається стратегічний огляд на місто та дві гавані з обох боків. Фортеця, план якої нагадував неправильний п'ятикутник з сімома вежами, була охрещена на честь Непорочного зачаття Богоматері (порт. Fortaleza da Nossa Senhora da Conceição de Hormuz). У фортеці було розміщено гарнізон із 400 португальських солдатів. На ринковій площі було встановлено великий ганебний стовп, а згодом між фортецею та містом влаштували велику площу.
У 1550 році стара фортеця була відреставрована та розширена під керівництвом архітектора Інофре де Карвальо, який спроєктував більшу фортецю, краще пристосовану до умов тогочасної гарматної війни.

### Португальська адміністрація

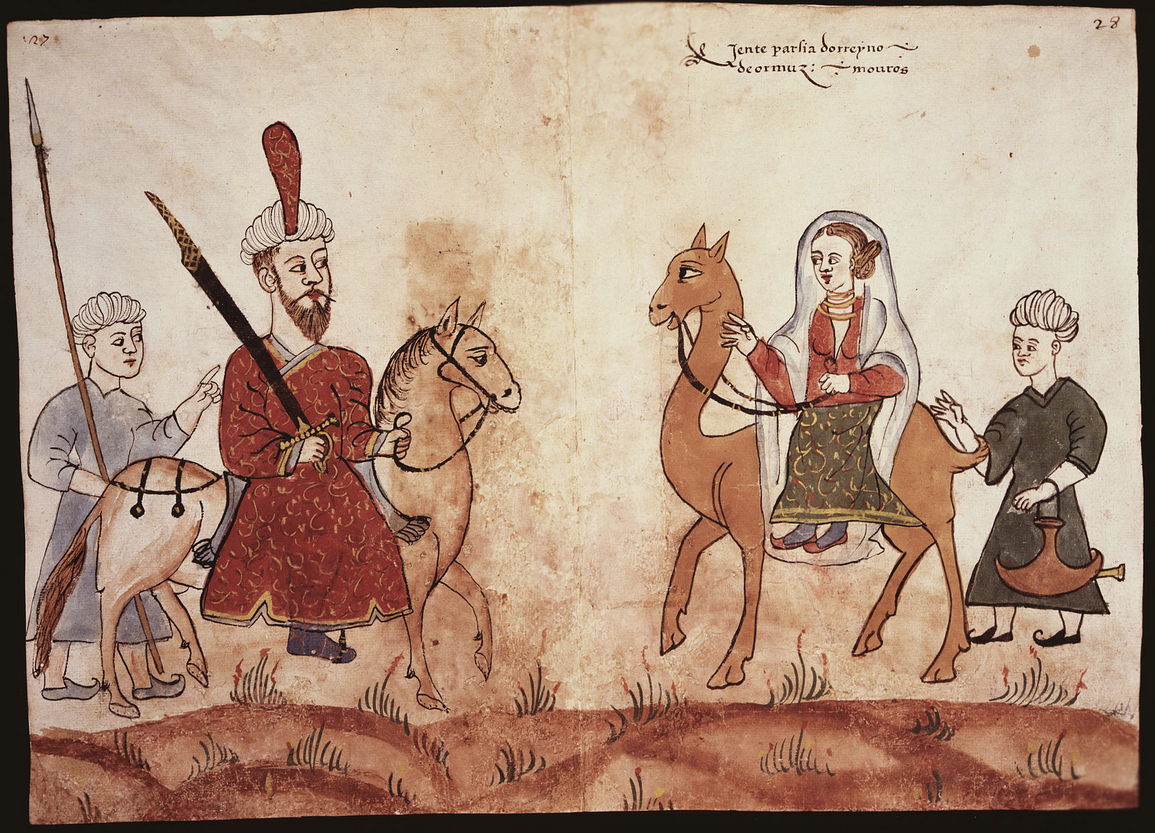
Перси Ормуза, зображені португальцями в Códice Casanatense

У Ормузі Албукеркі застосував принцип непрямого правління: королю було дозволено керувати своїм королівством як васалу португальської корони, але армія королівства була роззброєна і португальці взяли оборону на себе, залишивши лише королівську гвардію, фактично перетворивши Ормуз на протекторат. Була встановлена щорічна данина в розмірі 15 000 ашрафі, і Албукеркі стягнув прострочену данину за роки, що минули з першого завоювання — 120 000 ашрафі. Протягом XVI століття ця сума поступово збільшувалась.
Суперечки із застосуванням насильства між різними придворними фракціями в Ормузі та жорстокі репресії з боку Раїса Ахмеда в останні роки відрадили багатьох купців від бажання вести справи у місті, що спричинило занепад торгівлі. Ця тенденція була переломлена лише португальським захопленням. Крім того, присутність в Ормузі португальських військ зробила судноплавство в Перській затоці набагато безпечнішим. Правителі Басри, Бахрейну, Лара та намісники з сусідніх перських провінцій відправляли посольства до Албукеркі з бажанням встановити дружні стосунки. Албукеркі користувався великою популярністю. Щоб побачити Албукеркі під час його проїзду вулицями міста збирались великі натовпи, а художників відправляли в Ормуз, щоб зробити його портрет.
Оскільки значна частина морської торгівлі між Індією та Близьким Сходом проходила через Ормуз, загальний річний дохід Ормуза був оцінений деякими португальськими авторами, такими як Гаспар Коррейя, приблизно в 140 000 крузадо, 100 000 з яких надходили тільки з митниці. Португальський історик Жоау де Баррош доповідав, що в 1524 році ормузька митниця дала 200 000 крузадо. Забезпечивши контроль над Ормузом, Албукеркі захопив контроль над стратегічною торгівлею бойовими кіньми, які експортувалися з Аравії та Персії до Індії через Ормуз, яку він перенаправив до Гоа. Ормуз став найважливішим джерелом доходів для Португальської Індії серед усіх португальських володінь на Сході.

## Наслідки

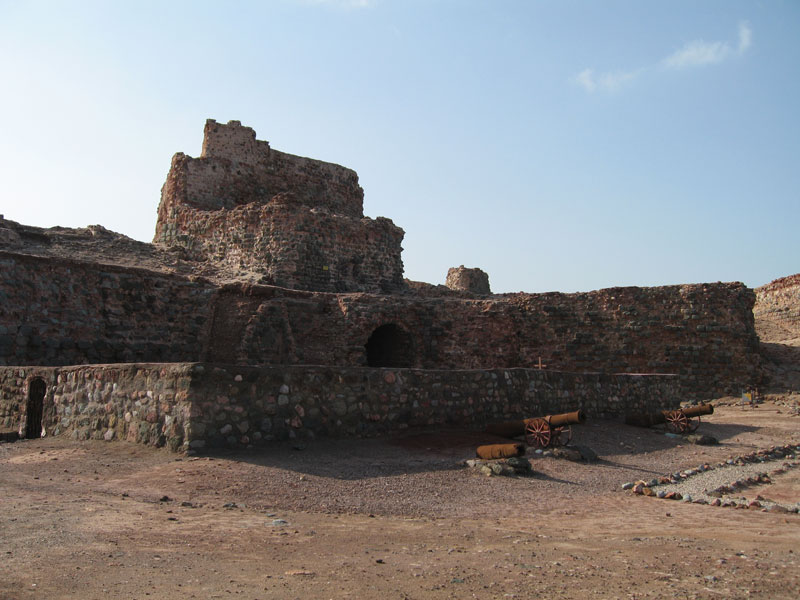
Форт Непорочного зачаття Богоматері, острів Ормуз

У 1521 р. король Бахрейну, що перебував у васальних відношеннях з Ормузом, повстав і відмовившся платити належну данину. Тоді Антоніо Коррейя, за підтримки військ ормузців завоював Бахрейн і приєднав його до Королівства Ормуз. Відтепер Бахрейном керував ормузький губернатор. Пізніше того ж року, вже саме місто Ормуз повстало проти влади португальців, але заколот був придушений. 1523 року повстав Сохар в Омані, але його приборкав Луїш де Мінезіш. Маскат і Калхат, що повстали в 1526 році, також були умиротворені.
У 1552 році на Ормуз напала османська флотилія на чолі з Пірі-реїсом, але португальцям і ормузцям вдалось захистити місто. У Ормузі та в Перській затоці в цілому спостерігалася інтенсивна конкуренція між османами та португальцями протягом 1550-х років як частина османсько-португальських конфліктів (1538—1559) . Португальський і османський флоти зіткнулися перед Ормузом у 1553 році в битві в Ормузькій протоці та в 1554 році в битві в Оманській затоці, причому турки були повністю знищені в останній. 1559 року османи зробили останню спробу захопити Бахрейн, але зазнала невдачі.
Звіт про історію Ормуза вперше був опублікований в Європі в 1569 році, коли португальський монах Гаспар да Круз опублікував в Еворі «Хроніку королівства Ормуз», ймовірно, перекладену з оригінальних документів під час його перебування в місті. Він включив її в свою Tratado das Cusas da China, першу європейську книгу, присвячену суто Китаю.
Ормуз залишався португальською вассалом до захоплення Ормуза об'єднаними англійсько-перськими силами в 1622 році.